# Luís Heitor Correia de Azevedo
Luiz Heitor Corrêa de Azevedo, também conhecido como Luíz Heitor (Rio de Janeiro, 13 de dezembro de 1905 – Paris, 10 de novembro de 1992) foi um musicólogo e folclorista brasileiro.
Foi também bibliotecário do Instituto Nacional de Música, e depois assumiu a cadeira de folclore nesta instituição. Foi diretor executivo da Revista Brasileira de Música. Dirigiu a programação de música erudita do programa radiofônico Hora do Brasil, do Departamento de Imprensa e Propaganda - DIP. Foi também responsável pela seção de música da Revista Cultura Política.
Assumiu o cargo de representante do Brasil na Divisão de Música da União Pan Americana em Washington. A partir de 1951 mudou-se para Paris onde assumiu um cargo no comissariado de música da UNESCO.
Sua principal publicação foi o livro 150 anos de música no Brasil (1800-1950), em 1956.